# ジョン・マッケイ

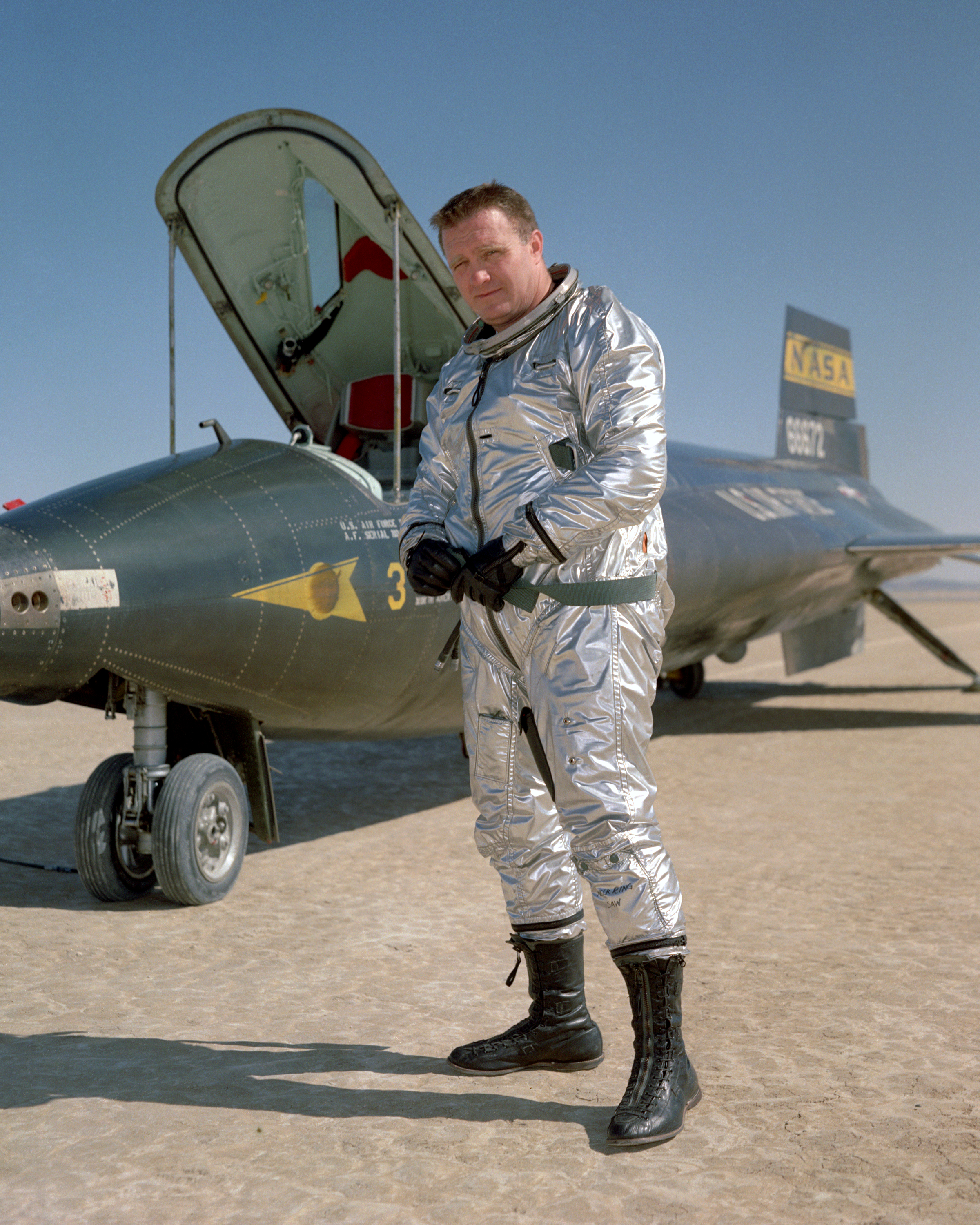
X-15 flight #3-27-44後のジョン・マッケイ

ジョン・マッケイ（John B. McKay、1922年12月8日-1975年4月27日）は、エドワーズ空軍基地に置かれたアメリカ航空宇宙局ドライデン飛行研究センターのX-15飛行計画に最初に選ばれたパイロットの1人である。
1922年12月8日にバージニア州ポーツマスで生まれ、1950年にバージニア工科大学を卒業して航空工学の学士号を取得した。第二次世界大戦中は海軍飛行士として太平洋戦域で戦った。
マッケイは、1951年2月8日から1971年10月5日まで国立航空諮問委員会(NACA)及びその後継組織のNASAに所属し、高速度飛行を専門にした。彼はNACAの当初インターンだったが、1952年7月11日にパイロットになった。X-15の他に、D-558-1、D-558-2、X-1BやX-lEにも乗っている。また、F-100、F-102、F-104、F-107の飛行実験にも参加した。1958年には、アメリカ空軍のMan In Space Soonestプロジェクトにも選ばれた。
文民のテストパイロット兼航空技術者として、1960年10月28日から1966年9月8日までの間にX-15で30回の飛行を行った。最高高度は295,600フィート、最高速度はマッハ5.64（時速3,863マイル）だった。

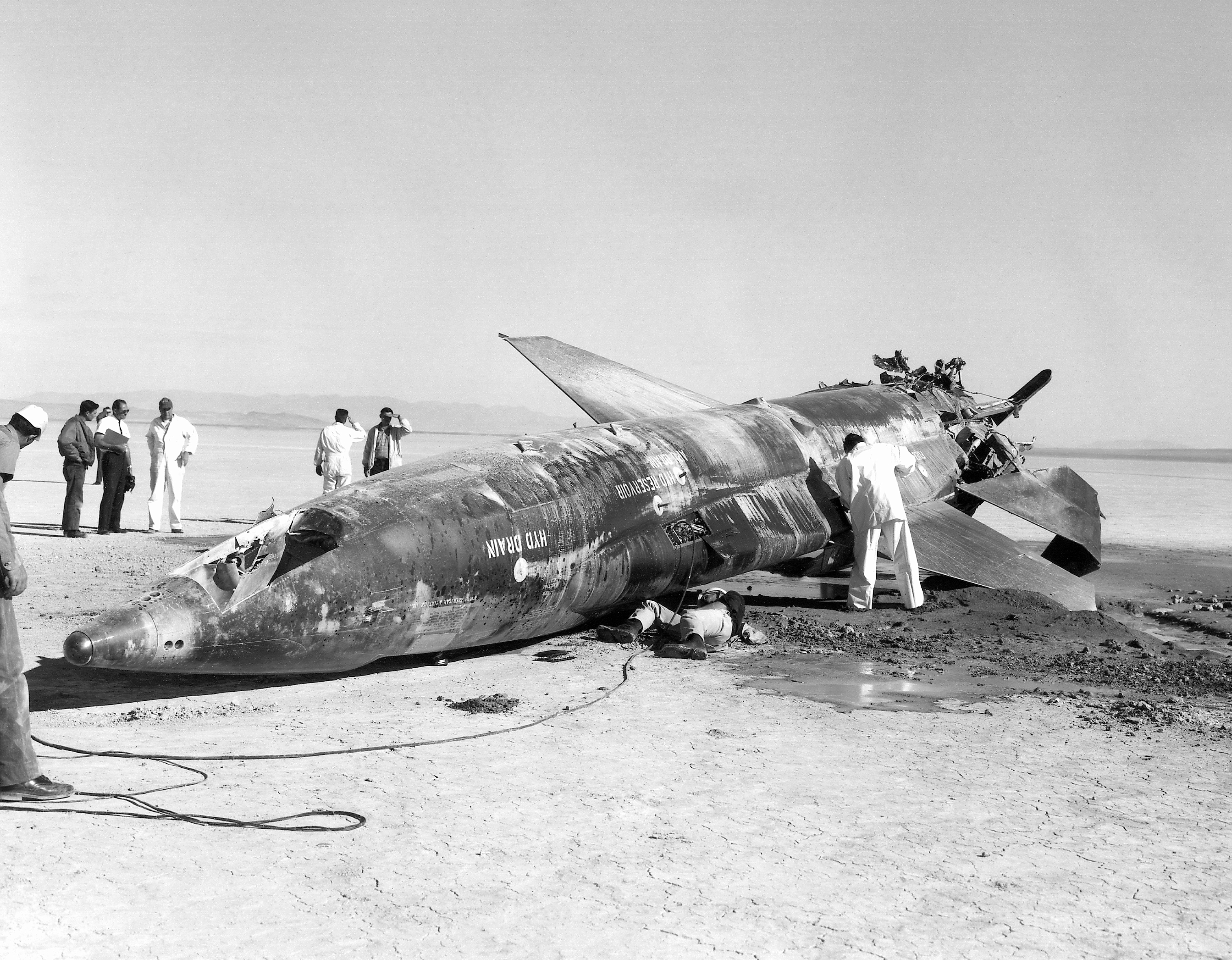
1962年の事故により彼はNASAを退職した

マッケイは1975年4月27日に死亡した。1996年には「宇宙飛行通り（Aerospace Walk of Honor）」に選ばれ、2005年にastronaut's wingsを受けた。